# Brfxxccxxmnpcccclllmmnprxvclmnckssqlbb11116
„Brfxxccxxmnpcccclllmmnprxvclmnckssqlbb11116“ (podle rodičů má být vyslovováno „albin“) mělo být rodné jméno, které se pokusili dát švédský podnikatel Lasse Diding a Elizabeth Hallinová svému společnému synovi v květnu roku 1996.

## Průběh protestu
Rodiče Elizabeth Hallinová a Lasse Diding se rozhodli neregistrovat oficiálně jméno svého dítěte (narozeného roku 1991) jako protest proti specifickým švédským zákonům o pojmenovávání dětí. Ty vyžadují odmítnutí zápisu jména, které může být považováno za urážlivé či nevhodné.
Halmstadský soud (na jihu Švédska) rodičům udělil pokutu v hodnotě 5 000 švédských korun, neboť nesplnili povinnost registrovat jméno dítěte do jeho pátých narozenin. Jako reakci na soudní rozhodnutí se rodiče rozhodli pro registraci jména o 43 znacích včetně 5 číslic a tvrdili, že se jedná o „významný a expresionistický vývoj, který považujeme za umělecký výtvor“. Podle rodičů mělo být jméno chápáno ve smyslu patafyziky. Soudní dvůr však toto jméno odmítl a trval na pokutě. Proto se rodiče pokusili změnit pravopis jména na „A“, ale soud znovu žádost zamítl.
Na třetí pokus se rodiče rozhodli syna pojmenovat jako „Albin“, s čímž na matrice souhlasili.
Nakonec byl pojenován Gustaf Albin Tarzan Hallin.